# Shengang (Taizhong)
Shengang (chiń. upr. 神岡区; chiń. trad. 神岡區; pinyin Shéngāng qū; Wade-Giles Shen-kang ch’ü) – dzielnica (chiń. 區, qū) w rejonie górskim miasta wydzielonego Taizhong na Tajwanie. 
23 czerwca 2009 komitet przy Ministrze Spraw Wewnętrznych Republiki Chińskiej zarekomendował scalenie dotychczasowego powiatu Taizhong (chiń. trad. 臺中縣; pinyin Táizhōng xiàn) i miasta Taizhong (chiń. trad. 臺中市; pinyin Táizhōng xiàn) w miasto wydzielone (chiń. 直轄市, zhíxiáshì); wszystkie gminy wiejskie (chiń. 鄉, xiāng), jak Shengang, miejskie oraz miasta wchodzące w skład powiatu zostały przekształcone w dzielnice (chiń. 區, qū). Ustawa weszła w życie 25 grudnia 2010 roku.
Populacja dzielnicy Shengang w 2016 roku liczyła 65 496 mieszkańców – 32 044 kobiet i 33 452 mężczyzn. Liczba gospodarstw domowych wynosiła 19 259, co oznacza, że w jednym gospodarstwie zamieszkiwało średnio 3,4 osób.

## Demografia (2011–2016)
| Rok  | Liczba ludności | Gęstość zaludnienia | Kobiety | Mężczyźni | Gospodarstwa domowe |
| ---- | --------------- | ------------------- | ------- | --------- | ------------------- |
| 2011 | 63 921          | 1823                | 31 061  | 32 860    | 17 895              |
| 2012 | 64 534          | 1841                | 31 368  | 33 166    | 18 215              |
| 2013 | 64 899          | 1851                | 31 627  | 33 272    | 18 466              |
| 2014 | 64 956          | 1853                | 31 669  | 33 287    | 18 694              |
| 2015 | 65 178          | 1859                | 31 840  | 33 338    | 18 921              |
| 2016 | 65 496          | 1868                | 32 044  | 33 452    | 19 259              |